# Ann Grete Nørgaard
Ann Grete „AG” Nørgaard Østerballe (n. 15 septembrie 1983, în Viborg) este o fostă handbalistă daneză care a jucat pe postul de extremă stânga. Ultima oară a evoluat pentru clubul danez Silkeborg-Voel KFUM. Din august 2019 până în decembrie 2020, ea a evoluat pentru românesc SCM Râmnicu Vâlcea. În trecut, Nørgaard a fost și componentă a echipei naționale a Danemarcei. După retragerea din activitate Ann Grete Nørgaard lucrează ca profesoară la Hald Ege Efterskole din Viborg și comentator sportiv.

## Palmares
Cu echipe de club
- Liga Campionilor EHF:
  -  Câștigătoare: 2006, 2009
  -  Finalistă: 2001
  - Semifinalistă: 2003
  - Sfertfinalistă: 2020

- Cupa Cupelor:
  - Sfertfinalistă: 2016

- Cupa EHF:
  -  Câștigătoare: 2004, 2013, 2015
  -  Finalistă: 2011
  - Semifinalistă: 2018, 2019

- Trofeul Campionilor:
  -  Câștigătoare: 2001

- Campionatul Norvegiei:
  -  Medalie de argint: 2021

- Cupa României:
  -  Câștigătoare: 2020

- Supercupa României:
  -  Câștigătoare: 2020
  -  Finalistă: 2019

- Campionatul Danemarcei:
  -  Câștigătoare: 2001, 2002, 2004, 2006, 2009
  -  Medalie de argint: 2013
  -  Medalie de bronz: 2005, 2015, 2018

- Cupa Danemarcei:
  -  Câștigătoare: 2003, 2006
  -  Medalie de argint: 2001, 2005, 2010, 2014, 2015
  -  Medalie de bronz: 2016
  - Semifinalistă: 2012

- Supercupa Danemarcei:
  -  Medalie de argint: 2013

Cu echipa națională
- Campionatul Mondial:
  -  Medalie de bronz: 2013

## Premii individuale
- Cea mai bună extremă stânga din campionatul danez: 2008[15], 2011[15], 2013[16], 2015[17], 2017[18];
- Cea mai bună marcatoare din campionatul danez: 2018[19];
- Cea mai bună marcatoare din Cupa EHF: 2011[20], 2013[21];

## Viața personală
Ann Grete Nørgaard a absolvit VIA University College din Skive în 2010, cu diplomă de profesor, specialitățile matematică, studii sociale, istorie și științe.